# Trifon Ivanov
Trifon Marinov Ivanov (Bulgarsk: Трифон Маринов Иванов; 27. juli 1965 – 13. februar 2016) var en bulgarsk fodboldspiller (midterforsvarer). Han spillede 76 kampe og scorede seks mål for det bulgarske landshold, og var med til at nå semifinalerne ved VM i 1994 i USA. Han deltog også ved EM i 1996 og VM i 1998.
Ivanov spillede på klubplan for adskillige hold i både hjem- og udlandet, blandt andet CSKA Sofia, Real Betis, Rapid Wien og Austria Wien. Han blev i 1996 kåret til Årets fodboldspiller i Bulgarien.
Ivanov døde af et hjerteslag den 13. februar 2016.